# Oleg Goncearenko
Oleg Goncearenko (n. 18 august 1931, Harkov, RSS Ucraineană, URSS – d. 16 decembrie 1986, Moscova, RSFS Rusă, URSS) a fost un patinator de viteză ce a reprezentat Uniunea Republicilor Sovietice Socialiste, medaliat olimpic. A participat la 2 ediții ale Jocurilor Olimpice (1956, 1960) în care a câștigat două medalii de bronz.